# Verentsi
Verentsi (bulgariska: Веренци) är ett distrikt i Bulgarien.   Det ligger i kommunen Obsjtina Omurtag och regionen Tărgovisjte, i den centrala delen av landet, 260 km öster om huvudstaden Sofia.